# Agrius convolvuli
La sfinge del convolvolo (Agrius convolvuli (Linnaeus, 1758)) è un lepidottero appartenente alla famiglia Sphingidae, diffuso in Eurasia, Africa e Oceania.
Deve il suo nome al fatto che i bruchi si sviluppano sulle piante di convolvolo.

## Descrizione

### Adulto
Sfingide di cospicue dimensioni, ha un'apertura alare di 8–12 cm e una spirotromba lunga fino a 10 cm. Le ali e il torace hanno una colorazione bruno-grigiastra, con decorazioni a fasce; l'addome mostra una pigmentazione con bande nere e macchie rosa. A riposo può essere scambiata per un pezzo di legno in quanto le ali nascondono l'addome colorato.

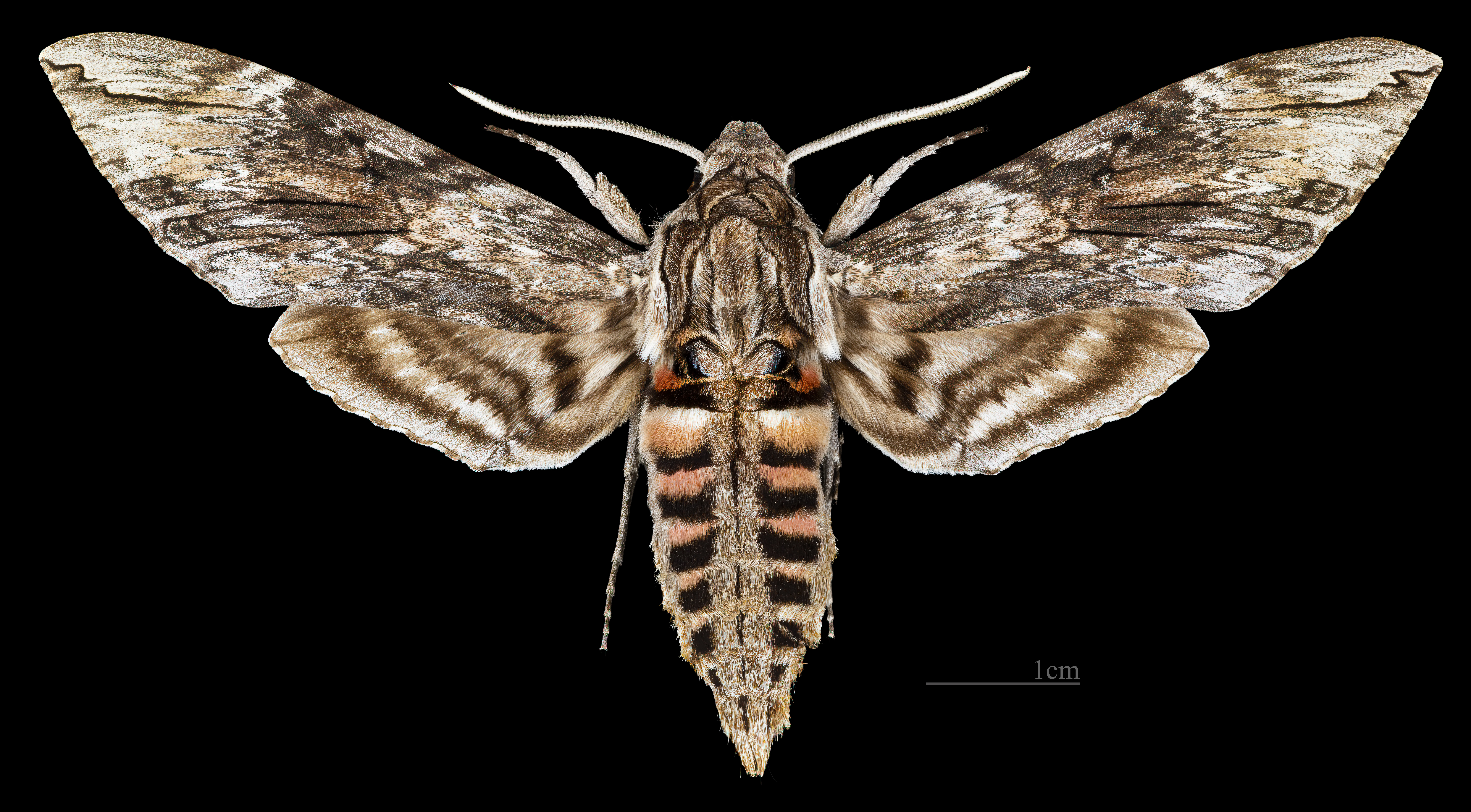
♂
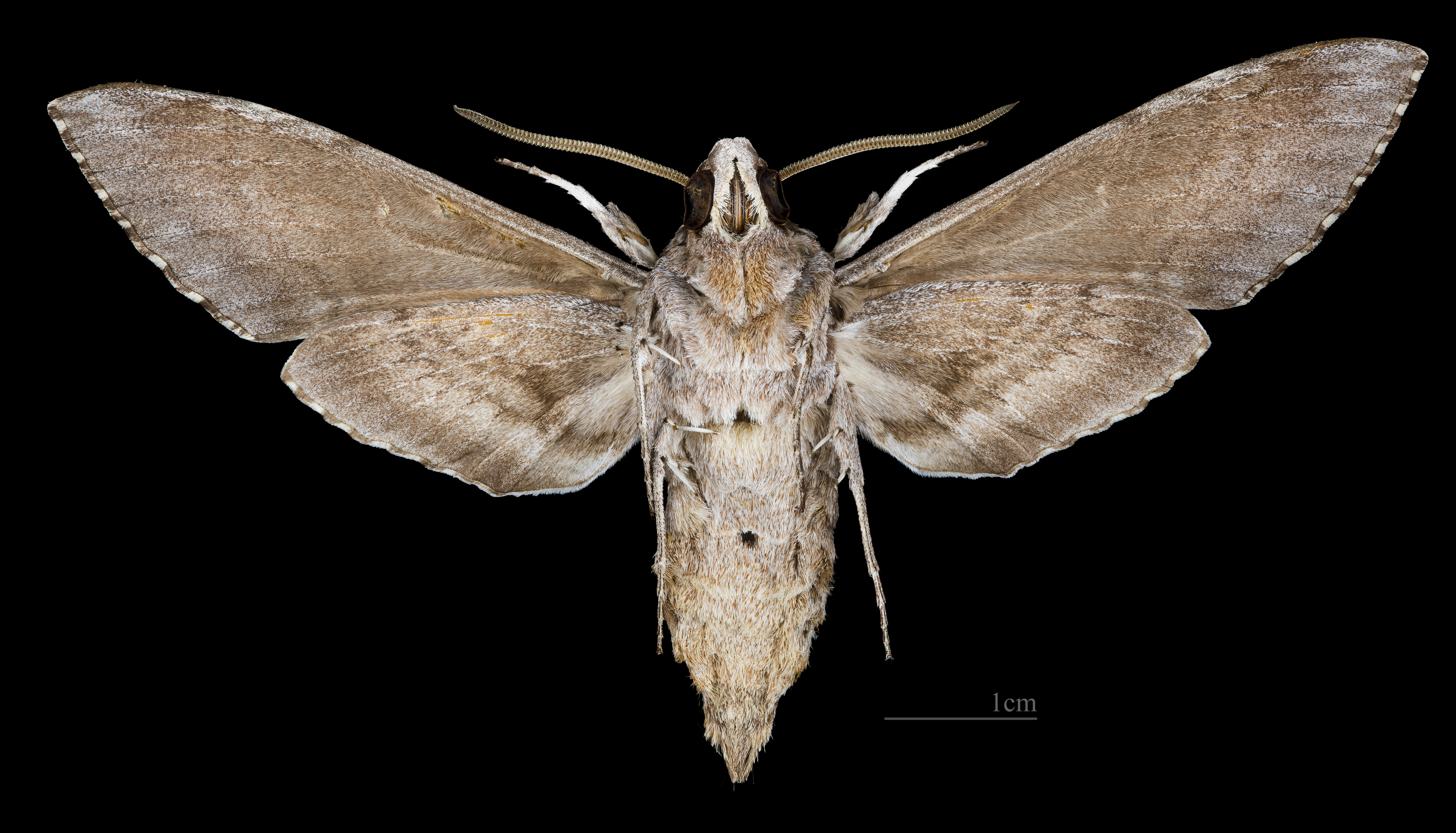
♂ △
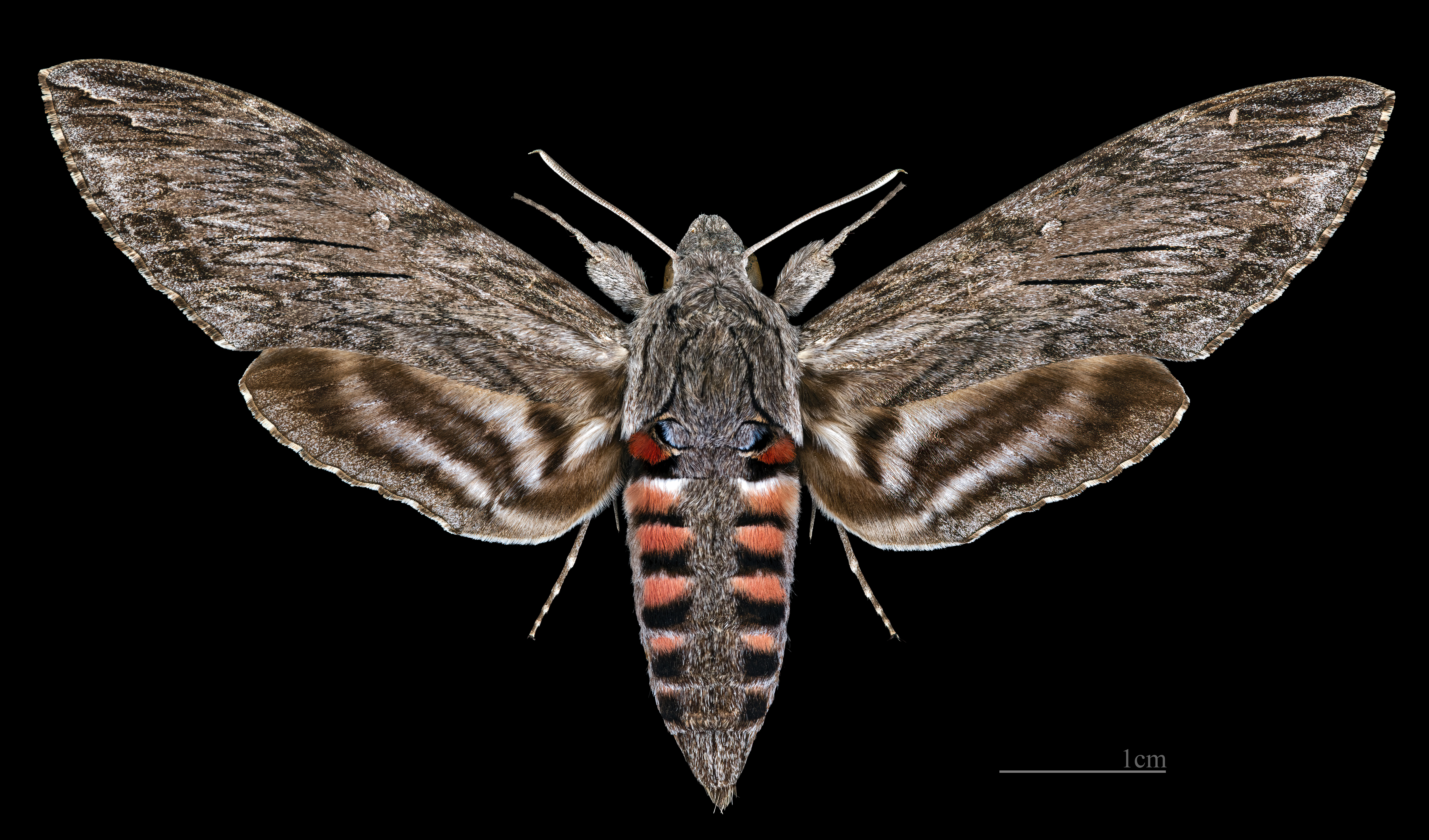
♀
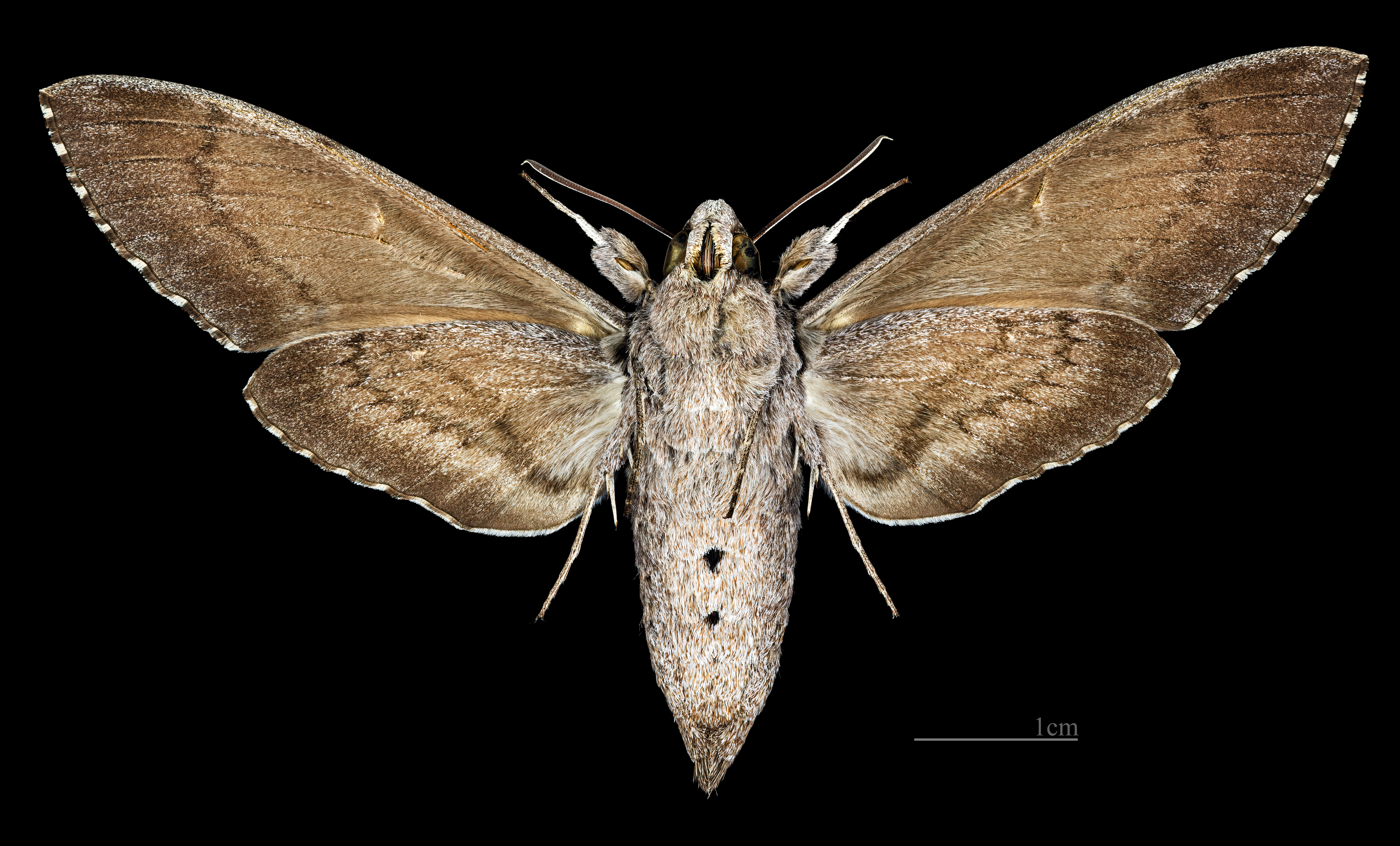
♀ △

### Pupa
Le pupe possono raggiungere i 6 cm di lunghezza ed hanno l'astuccio della spirotromba a forma di manico d'ombrello.

### Larva

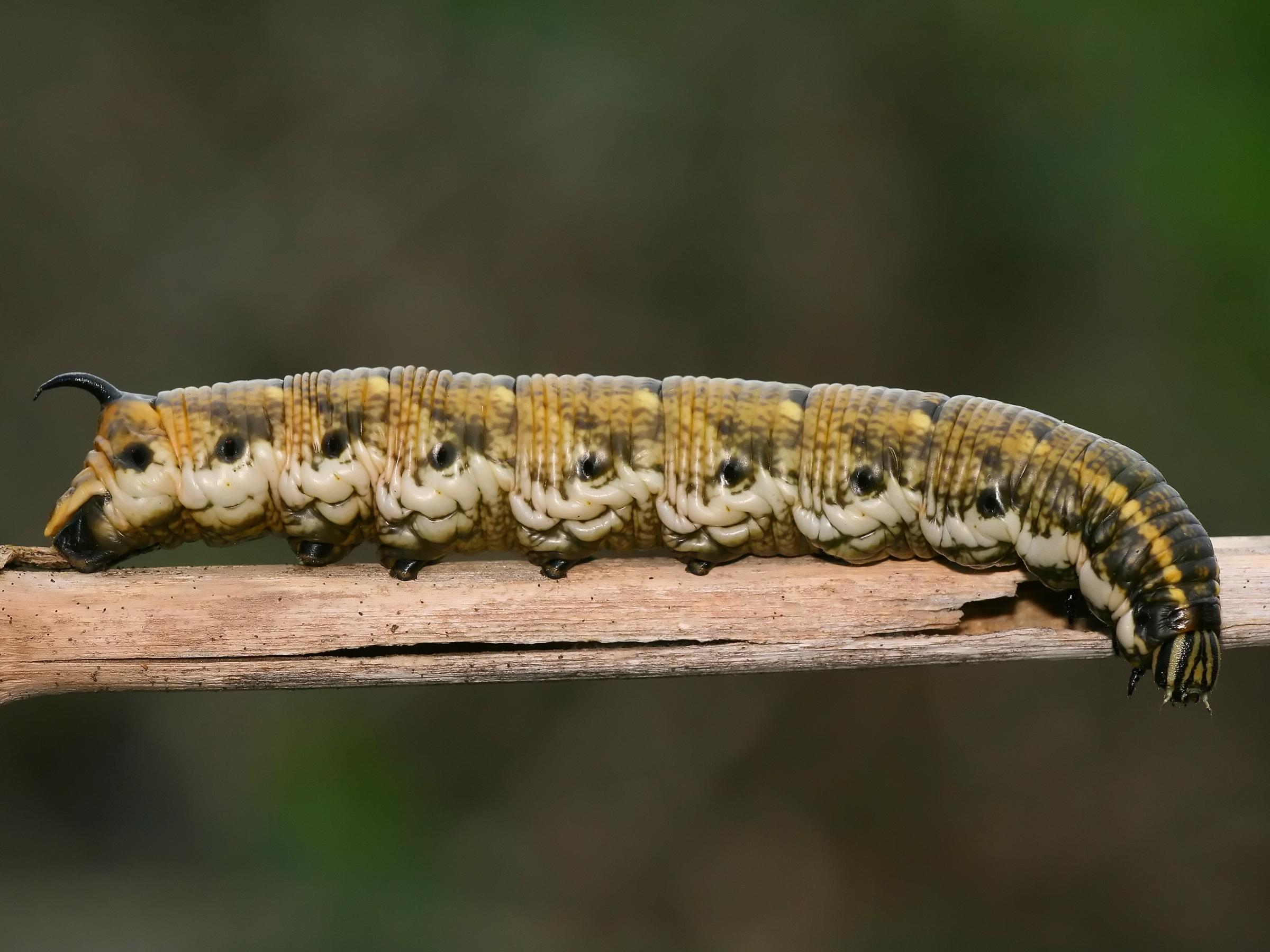
Larva di Agrius convolvuli

## Biologia
Compare tra maggio e luglio. Gli adulti sfarfallano in autunno e poi sembra che migrino verso sud. Specie migratrice che raggiunge regolarmente il Nord Europa. Si nutre librandosi in volo; per le sue dimensioni si individua facilmente all'imbrunire.

## Ecologia
Nelle aree tropicali il bruco è risultato dannoso alla patata.